# Уимс, Джеймс, 5-й граф Уимс
Джеймс Уимс, 5-й граф Уимс (англ. James Wemyss, 5th Earl of Wemyss; 30 августа 1699 — 21 марта 1756) — шотландский дворянин и пэр.

## Биография
Родился 30 августа 1699 года. Второй сын Дэвида Уимса, 4-го графа Уимса (1678—1720), и леди Энн Дуглас (? — 1700), единственной дочери Уильяма Дугласа, 1-го герцога Куинсберри.
В Эдинбурге лорд Уимс жил в доме по адресу Риддлс-Корт на Королевской Миле, где сохранилась большая часть интерьера XVII века.
Он был принят в Королевскую роту лучников в 1714 году.
15 марта 1720 года после смерти своего отца Джеймс Уимс унаследовал титулы 5-го графа Уимса (Пэрство Шотландии), 5-го лорда Уимса из Элхо (Пэрство Шотландии) и 5-го лорда Элхо и Метхила (Пэрство Шотландии).
В 1730 году он сыграл ключевую роль в освобождении своего тестя из тюрьмы Ньюгейт после того, как тот был приговорен к повешению за тяжкое преступление — изнасилование.
Лорд Уимс занимал должность бургомистра Перта в 1726 году. В 1750 году он продал поместья Элхо своему второму сыну Фрэнсису за 8500 фунтов стерлингов. 31 июля 1750 года граф передал замок Уимс и связанные с ним поместья своему третьему сыну Джеймсу.

## Семья
17 сентября 1720 года он женился на Джанет Чартерис (? — 1 марта 1778), наследнице полковника Фрэнсиса Чартериса и Хелен Суинтон. У супругов родилось четверо детей:
- Дэвид Уимс, 6-й граф Уимс (30 июля 1721 — 29 апреля 1787)[1], старший сын и преемник отца.
- Фрэнсис Чартерис, 7-й граф Уимс (21 октября 1723 — 24 августа 1808)[1]
- Достопочтенный Джеймс Уимс (23 февраля 1726 — 10 мая 1786)[1]
- Леди Фрэнсис Уимс (7 ноября 1722 — 29 июня 1789), она вышла замуж за сэра Джеймса Стюарта (1707—1780).

Его второй сын, Фрэнсис, 7-й граф Уимс, законно изменил свою фамилию на Чартерис, девичью фамилию своей матери, унаследовав поместья полковника Чартериса и состояние, накопленное им на азартных играх.